# Antonino Pinci
Antonino Pinci (Cave, 17 febbraio 1912 – Roma, 16 agosto 1987) è stato un arcivescovo cattolico italiano.

## Biografia
È stato un sacerdote italiano e arcivescovo della chiesa cattolica. 
Nato a Cave (Roma) nel 1912, da Maria Marianecci e Nazareno Pinci.
Una devota famiglia di agricoltori possidenti che aveva quattro figli maschi: Luigi, Giuseppe, Antonino e Enrico. Un fratello della madre Maria era sacerdote: Nazareno Marianecci, canonico, per molti anni parroco della chiesa di Santa Maria Assunta di Cave e autore di alcuni libri storici tra cui "Memorie Cavesi". A partire dal 1932, Antonino fece studi nel seminario di Anagni, che lo annovera tra gli ex alunni eletti vescovi. Ordinato sacerdote nel 1936, nel 1937 è iscritto alla Pontificia Accademia Ecclesiastica. Dopo lunghi anni presso le rappresentanze diplomatiche della Santa Sede a Berna (1943-1947) Archiviato il 17 settembre 2018 in Internet Archive.  in Svizzera e quindi in Perù ( dove fu anche presidente della Caritas), Costarica, Uruguay, nel 1961 ricevette l'incarico di nunzio apostolico a Panama. Suo segretario di nunziatura fu dal 1963 mons. Giovanni Battista Re. Lo stesso anno fu nominato arcivescovo di Tarasa in Numidia da Papa Giovanni XXIII. La sua consacrazione episcopale avvenne il 17 dicembre 1961 Archiviato il 1º gennaio 2015 in Internet Archive. a Roma, nella Cappella del Pontificio Collegio Pio Latino Americano, all'epoca in via Gioacchino Belli. Consacrante il cardinale Giovanni Cicognani, con-consacranti l'arcivescovo Antonio Samorè e il vescovo Pietro Severi. Si dimise da nunzio di Panama nel 1971. Ritornò quindi in Italia, andando a abitare nel Villino Pinci a Cave, suo paese di origine. Mori in seguito a incidente stradale nel 1987 a Roma.
È lo zio paterno della giornalista Rita Pinci, ex vicedirettore del Messaggero e di Panorama, ex direttore di Specchio della Stampa, dal 2019 coordinatrice di Donne Chiesa Mondo, il mensile femminile dell'Osservatore Romano.

## Genealogia episcopale e successione apostolica
La genealogia episcopale è:
- Cardinale Scipione Rebiba
- Cardinale Giulio Antonio Santori
- Cardinale Girolamo Bernerio, O.P.
- Arcivescovo Galeazzo Sanvitale
- Cardinale Ludovico Ludovisi
- Cardinale Luigi Caetani
- Cardinale Ulderico Carpegna
- Cardinale Paluzzo Paluzzi Altieri degli Albertoni
- Papa Benedetto XIII
- Papa Benedetto XIV
- Papa Clemente XIII
- Cardinale Marcantonio Colonna
- Cardinale Giacinto Sigismondo Gerdil, B.
- Cardinale Giulio Maria della Somaglia
- Cardinale Carlo Odescalchi, S.I.
- Cardinale Costantino Patrizi Naro
- Cardinale Lucido Maria Parocchi
- Papa Pio X
- Cardinale Gaetano De Lai
- Cardinale Raffaele Carlo Rossi, O.C.D.
- Cardinale Amleto Giovanni Cicognani
- Arcivescovo Antonino Pinci

La successione apostolica è:
- Vescovo José María Carrizo Villarreal (1963)
- Vescovo Daniel Enrique Núñez Núñez (1964)
- Vescovo Martin Legarra Tellechea, O.A.R. (1965)